# Język jaćwiński
Język jaćwiński (jaćwieski, jaćwięski) – wymarły język z zespołu języków bałtyckich określany jako zachodniobałtycki, którym posługiwali się Jaćwingowie.
Jaćwingowie, blisko spokrewnieni z Prusami, zaliczali się do Bałtów. W średniowieczu zamieszkiwali tereny Jaćwieży – dzisiejszej północno-wschodniej Polski (Podlasie, Suwalszczyzna), południowej-zachodniej Litwy, części północno-zachodniej Białorusi. Świadectwem języka jaćwieskiego jest najprawdopodobniej tzw. słowniczek Zinowa. Ślady języka jaćwińskiego zachowały się w toponimii i słownictwie języków litewskiego i białoruskiego oraz w polskich gwarach północno-wschodnich. Z języka jaćwińskiego pochodzą m.in. nazwy jezior i rzek: Hańcza, Netta, Necko, Sajno, Kolno, Rospuda, Serwy, Wigry , a także nazwiska Jeruć czy Dziądziak. Nie jest wykluczone, że język jaćwięski był językiem odmiennym od języka innych plemion pruskich.